# Фабиянская, Елена Адальбертовна
Елена Адальбертовна Фабиянская (пол. Helena Fabiańska; 1828 — 15 июня 1869) — российская театральная актриса польского происхождения.

## Биография
В 1842—1854 годах выступала в польских труппах в Житомире и Киеве.
Исполняла сперва роли детей, затем начала играть подростков под своей девичьей фамилией, позже под фамилией мужа. Молодая девушка, наделенная приятными внешними данными, она стала, как вспоминали современники, «идеалом платонической любви житомирских гимназистов».
С 1857 года играла на русской сцене. В 1859 году выступала в труппе П. Зелинского в Умани. Блистала на сценах преимущественно на юге России в Киеве, Воронеже, Одессе, Херсоне и Полтаве.
Игра Е. Фабиянской была отмечена тонкостью, одухотворённостью и получила признание публики.
Её лучшая роль — Лизавета («Горькая судьбина» А. Ф. Писемского). С успехом играла также роли: Слепая мать (переводная драма «Нищая»), Курчаева («Испорченная жизнь» И. Е. Чернышёва), Адриенна Лекуврер (Э. Скриба и Э. Легуве), Мария [«Материнское благословение» Деннери, пер. Н. А. Перепельского (Некрасова)], Верочка («Дочь русского актёра» П. И. Григорьева), Мария («Благословение матери») и др.